# El Bañuelo
El Bañuelo je stavba z 11. století na Carrera del Darro v Granadě, v přízemí s arabskými lázněmi hammam.

## Popis
Lázně jsou přístupné přes malé nádvoří s bazénem. Hlavní sál má po třech stranách arkády. Sloupy, podpírající oblouky, mají římské, vizigótské a kalífské hlavice, opětovně použité ze starších zbořených budov. Na rytině G. Prangeye z roku 1837 je ve středu této místnosti zobrazen velký bazén. Budova má další místnosti v souladu s obvyklou koncepcí hammanu. V zadní části budovy je místnost, dnes bez stropu, která obsahovala ve své době vytápěcí kotle. Všechny pokoje mají světlíky (osmihranné nebo ve tvaru hvězdy).
Roku 1918 byla prohlášena španělskou kulturní památkou (č. RI-51-0000159).

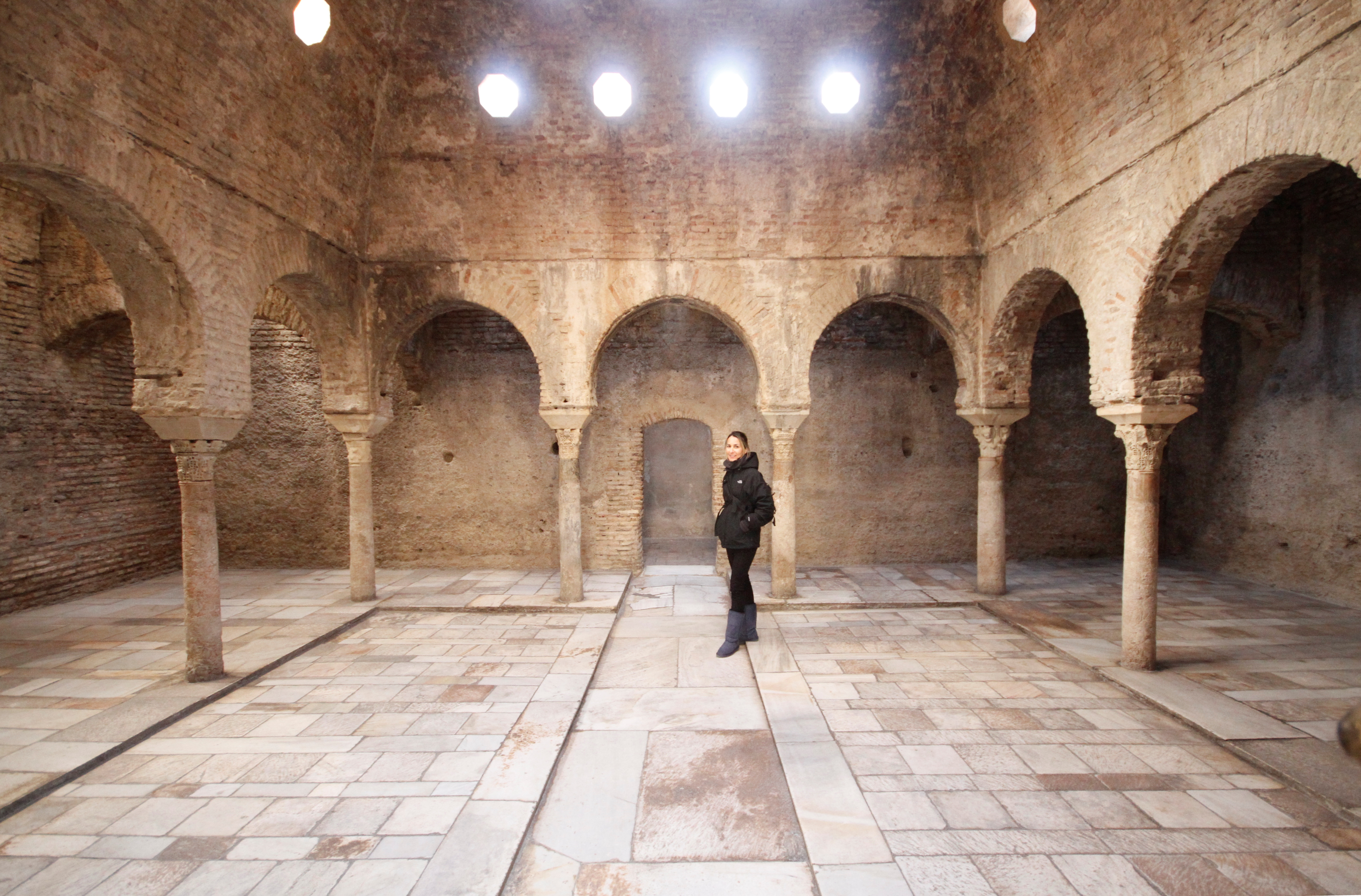
Hlavní sál
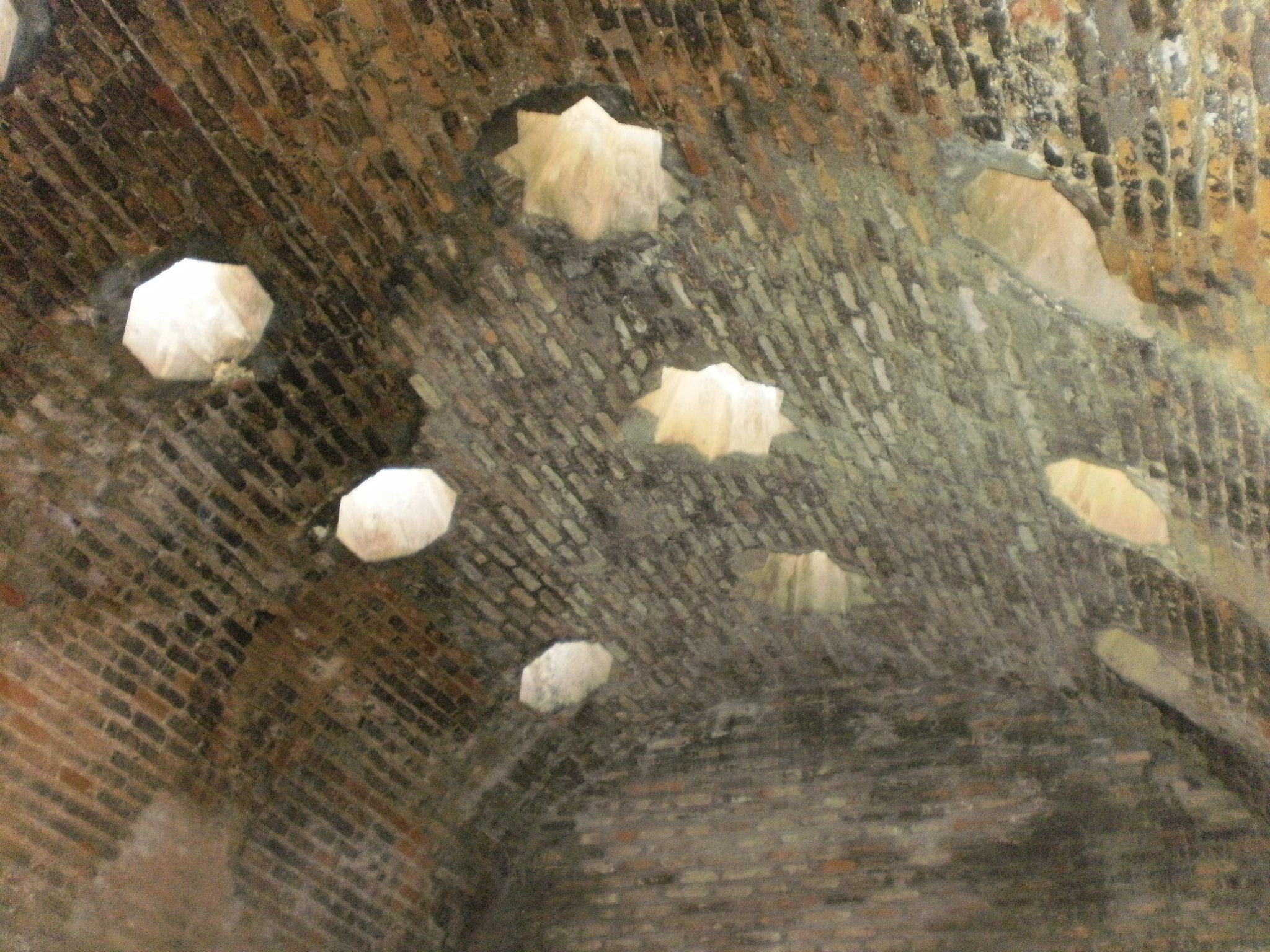
Světlíky
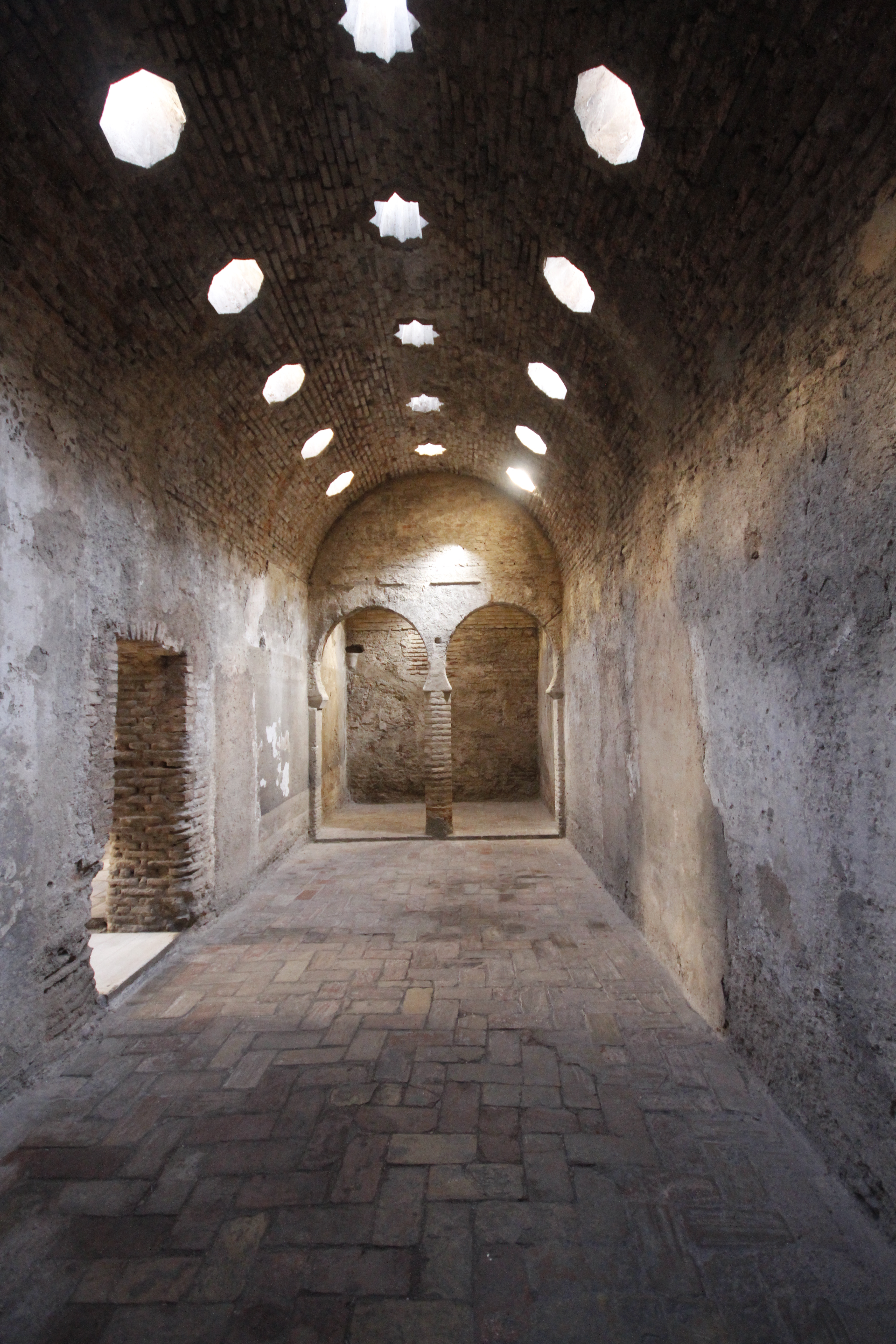
Interiér